# Mauves-sur-Loire
 Mauves-sur-Loire  es una comuna y población de Francia, en la región de País del Loira, departamento de Loira Atlántico, en el distrito de Nantes y cantón de Carquefou.
Su población en el censo de 1999 era de 2.407 habitantes.
Está integrada en la Communauté urbaine Nantes Métropole .

## Demografía
| 1359 | 1403 | 1741 | 2139 | 2138 | 2407 |
| Para los censos de 1962 a 1999 la población legal corresponde a la población sin duplicidades (Fuente: INSEE [Consultar]) |      |      |      |      |      |